# Banhatti, Chitapur
Banhatti là một làng thuộc tehsil Chitapur, huyện Gulbarga, bang Karnataka, Ấn Độ.